# Сергєєв Володимир Григорович
Володи́мир Григо́рович Сергє́єв (рос. Владимир Григорьевич Сергеев, 5 березня 1914 р., Москва, Російська імперія — 29 квітня 2009 р., Харків, Україна) — радянський конструктор ракетної техніки, двічі Герой Соціалістичної Праці (17.06.1961, 12.08.1976), лауреат Ленінської і Державної премій, доктор технічних наук, академік Національної академії наук України. Останні роки свого життя мешкав у Харкові, Почесний громадянин міста з 1999 року. Депутат Верховної Ради УРСР 8—11-го скликань. Член ЦК КПУ в 1976—1990 роках.
Під його керівництвом і за його безпосередньою участю були створені чотири покоління високоефективних систем управління бойових ракет-носіїв, космічних апаратів і ракетно-космічного комплексу «Буран».

## Біографія
Народився в родині робітника. У 1930 р. закінчив 7 класів і вступив до ФЗУ електрозаводу в Москві. З лютого 1932 р. працював слюсарем на фабриці № 1 «Москвашвей».
У вересні 1934 р. вступив до Московського інституту інженерів зв'язку (зараз — Московський технічний університет зв'язку й інформатики), який закінчив у серпні 1940 р.
У вересні-листопаді 1939 р. проходив службу в Червоній Армії командиром взводу зв'язку, у листопаді 1939 — серпні 1940 рр. працював старшим техніком «Проектзв'язокбуду» Палацу Рад. З вересня 1940 по червень 1941 рр. — інженер контори зв'язку в місті Бологоє (рос. Бологое Калінінської області).
У червні 1941 р. мобілізований до Червоної Армії і призначений інженером відділу зв'язку штабу VIII армії. У листопаді призначений помічником начальника зв'язку з постачання 91-ї гвардійської стрілецької дивізії. З березня 1942 р. — начальник майстерні зв'язку гвардійської стрілецької дивізії, з листопада 1942 р. — помічник командира окремої роти зв'язку, із серпня 1943 р. — командир окремої роти зв'язку. Із серпня 1944 р. служив на посаді заступника командира 449-го окремого лінійного батальйону зв'язку, з лютого 1946 р. — командир батальйону. Із січня 1947 р. — офіцер із телеграфної і телефонної служби відділу зв'язку штабу 39-ї армії.
У березні 1947 р. був демобілізований, у червні того ж року прийшов до науково-дослідного інституту-885 Міністерства промисловості засобів зв'язку СРСР, де працював на посадах молодшого наукового співробітника, старшого інженера, керівника групи, начальника лабораторії, заступника начальника відділу, начальника лабораторій. Член КПРС з 1956 року. 1957 р. удостоєний Ленінської премії.
У 1960 р. призначений начальником — головним конструктором ОКБ-692 (Конструкторське бюро електроприладобудування). У 1961 р. був удостоєний звання Героя Соціалістичної Праці.
З 1978 до 1986 року — генеральний директор і головний конструктор НВО «Електроприлад» (зараз — «Хартрон»), із 1986 р. працював на підприємстві науковим консультантом.

### Увічнення пам'яті

Меморіальна дошка В. Г. Сергєєву

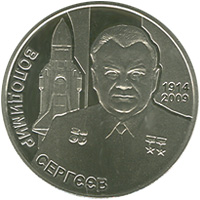

Меморіальна дошка В. Г. Сергєєву була встановлена 21 серпня 2009 року в Харкові на будинку, в якому він жив, по вул. Сумська, 36/38. Барельєф із зображенням В. Г. Сергєєва виконаний із бронзи, а основа — із чорного граніту.
11 квітня 2014 року на честь 100-річного ювілею Національний банк України випустив пам'ятну монету.

## Особисті відомості

### Відзнаки
Двічі удостоєний звання Героя Соціалістичної Праці (17.06.1961, 12.08.1976), лауреат Ленінської премії (1957), Державної премії СРСР (1967) і Державної премії УРСР (1979), нагороджений п'ятьма орденами Леніна (17.06.1961, 26.07.1966, 1.03.1974, 12.08.1976, 5.03.1984), орденами Жовтневої революції (26.04.1971), орденом Вітчизняної війни І ступеня (29.09.1945), трьома орденами Вітчизняної війни ІІ ступеня (13.03.1945, 30.04.1945, 6.04.1985), Червоної Зірки (1942), Трудового Червоного Прапора (26.06.1959), Богдана Хмельницького ІІІ ступеня (14.10.1999), «За заслуги» ІІІ ступеня (24.02.1999), Ярослава Мудрого V ступеня (1.03.2004), дванадцятьма медалями.